# Draft de la NBA de 1955
El Draft de la NBA de 1955 fue el 9.º draft de la National Basketball Association (NBA). El draft se celebró el 13 de abril de 1955 antes del comienzo de la temporada 1955-56. 
En este draft, ocho equipos de la NBA seleccionaron a jugadores amateurs del baloncesto universitario. En cada ronda, los equipos seleccionaron en orden inverso al registro de victiorias-derrotas en la temporada anterior. Milwaukee Hawks participó en este draft, pero se trasladó a San Luis (Misuri) y se convirtió en St. Louis Hawks antes del comienzo de la temporada. El draft consistió de catorce rondas y 95 jugadores fueron seleccionados.

## Selecciones y notas del draft
Dick Ricketts, de la Universidad de Duquesne, fue seleccionado en la primera posición por Milwaukee Hawks. La segunda elección, Maurice Stokes de la Universidad de Saint Francis, ganó el Rookie del Año de la NBA. Dick Garmaker y Tom Gola fueron seleccionados antes del draft como elecciones territoriales de Minneapolis Lakers y Philadelphia Warriors respectivamente. Tres jugadores de este draft, Maurice Stokes, Tom Gola y Jack Twyman, fueron incluidos posteriormente en el Basketball Hall of Fame. K. C. Jones, seleccionado por Minneapolis Lakers en rondas siguientes, también fue incluido en el Basketball Hall of Fame, a pesar de no entrar a la liga directamente tras este draft, siendo escogido en la segunda ronda del Draft de la NBA de 1956 por Boston Celtics, con quien jugó toda su carrera.

## Leyenda
|  | Denota jugador miembro del Basketball Hall of Fame                                                 |
|  | Denota jugador que ha sido seleccionado al menos en un All-Star Game y un Mejor Quinteto de la NBA |
|  | Denota jugador que ha sido seleccionado al menos en un All-Star Game                               |
|  | Denota jugador que nunca ha jugado en la NBA                                                       |

## Draft
| Ronda | Pick | Jugador        | Posición | Nacionalidad   | Equipo                | Universidad        |
| ----- | ---- | -------------- | -------- | -------------- | --------------------- | ------------------ |
| T     | –    | Dick Garmaker  | G/F      | Estados Unidos | Minneapolis Lakers    | Minnesota          |
| T     | –    | Tom Gola       | G/F      | Estados Unidos | Philadelphia Warriors | La Salle           |
| 1     | 1    | Dick Ricketts  | F/C      | Estados Unidos | Milwaukee Hawks       | Duquesne           |
| 1     | 2    | Maurice Stokes | F/C      | Estados Unidos | Rochester Royals      | Saint Francis (PA) |
| 1     | 3    | Jim Loscutoff  | F        | Estados Unidos | Boston Celtics        | Oregon             |
| 1     | 4    | Ken Sears      | F        | Estados Unidos | New York Knicks       | Santa Clara        |
| 1     | 5    | Ed Conlin      | G/F      | Estados Unidos | Syracuse Nationals    | Fordham            |
| 1     | 6    | Johnny Horan   | F        | Estados Unidos | Fort Wayne Pistons    | Dayton             |
| 2     | 7    | Jack Stephens  | G/F      | Estados Unidos | Milwaukee Hawks       | Notre Dame         |
| 2     | 8    | Jack Twyman    | G/F      | Estados Unidos | Rochester Royals      | Cincinnati         |
| 2     | 9    | Walter Devlin  | G        | Estados Unidos | Philadelphia Warriors | George Washington  |
| 2     | 10   | Dickie Hemric  | F        | Estados Unidos | Boston Celtics        | Wake Forest        |
| 2     | 11   | Jerry Mullen   | F        | Estados Unidos | New York Knicks       | San Francisco      |
| 2     | 12   | Chuck Mencel   | G        | Estados Unidos | Minneapolis Lakers    | Minnesota          |
| 2     | 13   | Jesse Arnelle  | F        | Estados Unidos | Fort Wayne Pistons    | Penn State         |
| 2     | 14   | Don Schlundt   | C        | Estados Unidos | Syracuse Nationals    | Indiana            |

## Otras elecciones
La siguiente lista incluye otras elecciones de draft que han aparecido en al menos un partido de la NBA.
| Ronda | Pick | Jugador       | Posición | Nacionalidad   | Equipo                | Universidad    |
| ----- | ---- | ------------- | -------- | -------------- | --------------------- | -------------- |
| 3     | 15   | Al Ferrari    | G/F      | Estados Unidos | Milwaukee Hawks       | Michigan State |
| 3     | 16   | Ed Fleming    | G/F      | Estados Unidos | Rochester Royals      | Niagara        |
| 3     | 17   | Bob Schafer   | G        | Estados Unidos | Philadelphia Warriors | Villanova      |
| 3     | 19   | Guy Sparrow   | F        | Estados Unidos | New York Knicks       | Detroit        |
| –     | –    | Bob Armstrong | F/C      | Estados Unidos | Rochester Royals      | Michigan State |
| –     | –    | K. C. Jones   | G        | Estados Unidos | Minneapolis Lakers    | San Francisco  |